# Javornice (okres Rychnov nad Kněžnou)
Javornice (německy Jawornitz) je obec, která se nachází v okrese Rychnov nad Kněžnou v Královéhradeckém kraji. Žije zde přibližně 1 100 obyvatel.

## Části obce
- Javornice
- Jaroslav
- Přím

## Historie
První písemná zmínka o obci pochází z roku 1358.

## Pamětihodnosti
- Kostel svatého Jiří – pozdně barokní z let 1785–1787
- Socha Bolestné Panny Marie
- Socha Panny Marie Assumpty na pilíři, u vchodu na hřbitov; z roku 1880[4]
- Sousoší Piety
- Památník Marie a Vojtěcha Sedláčkových

## Osobnosti
- Vojtěch Sedláček (1892–1973) – český malíř
- Josef Korejz Blatinský (1909–1989) – dokumentarista lidové kultury

## Fotografie

Javornice
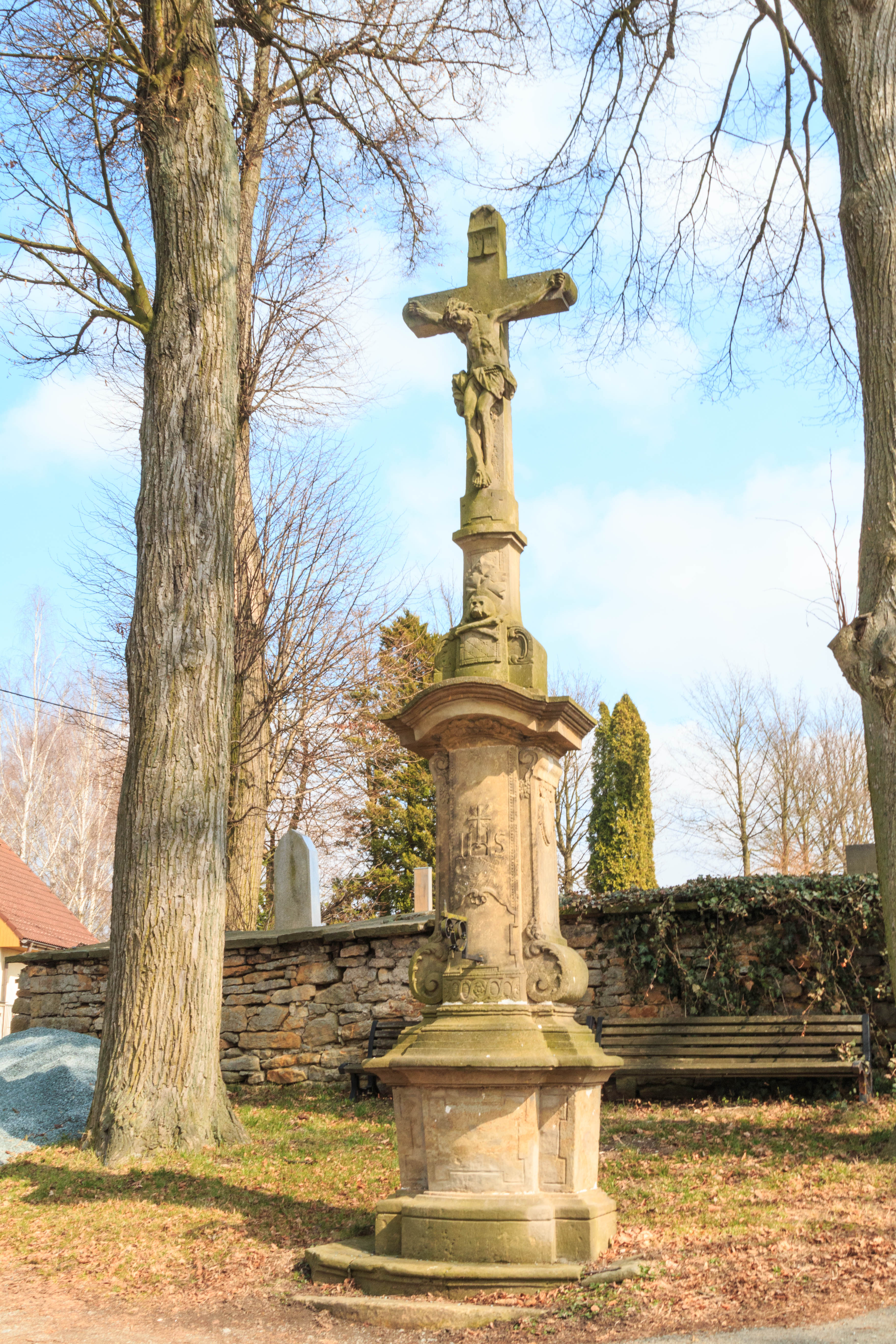
Kříž u kostela
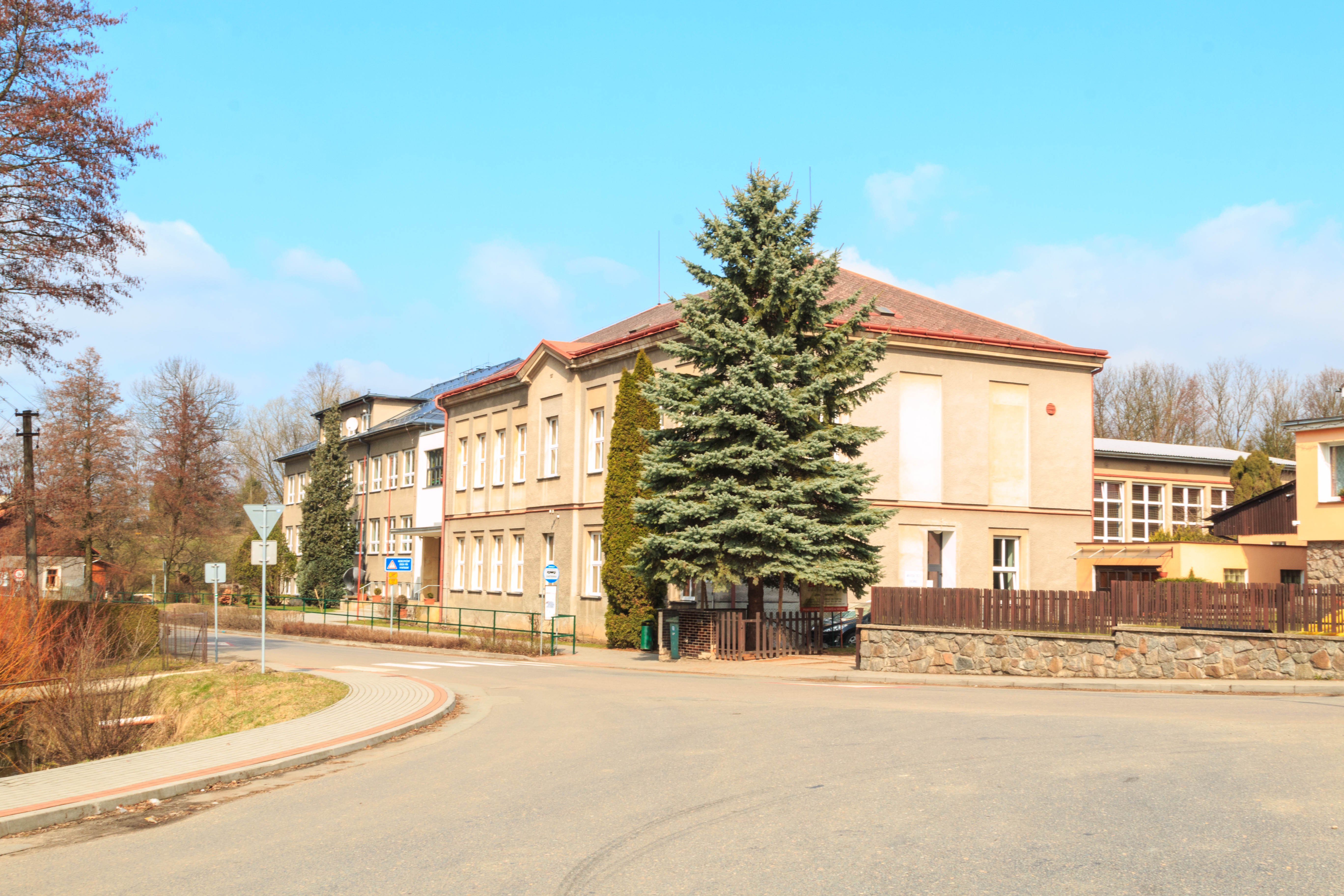
Škola
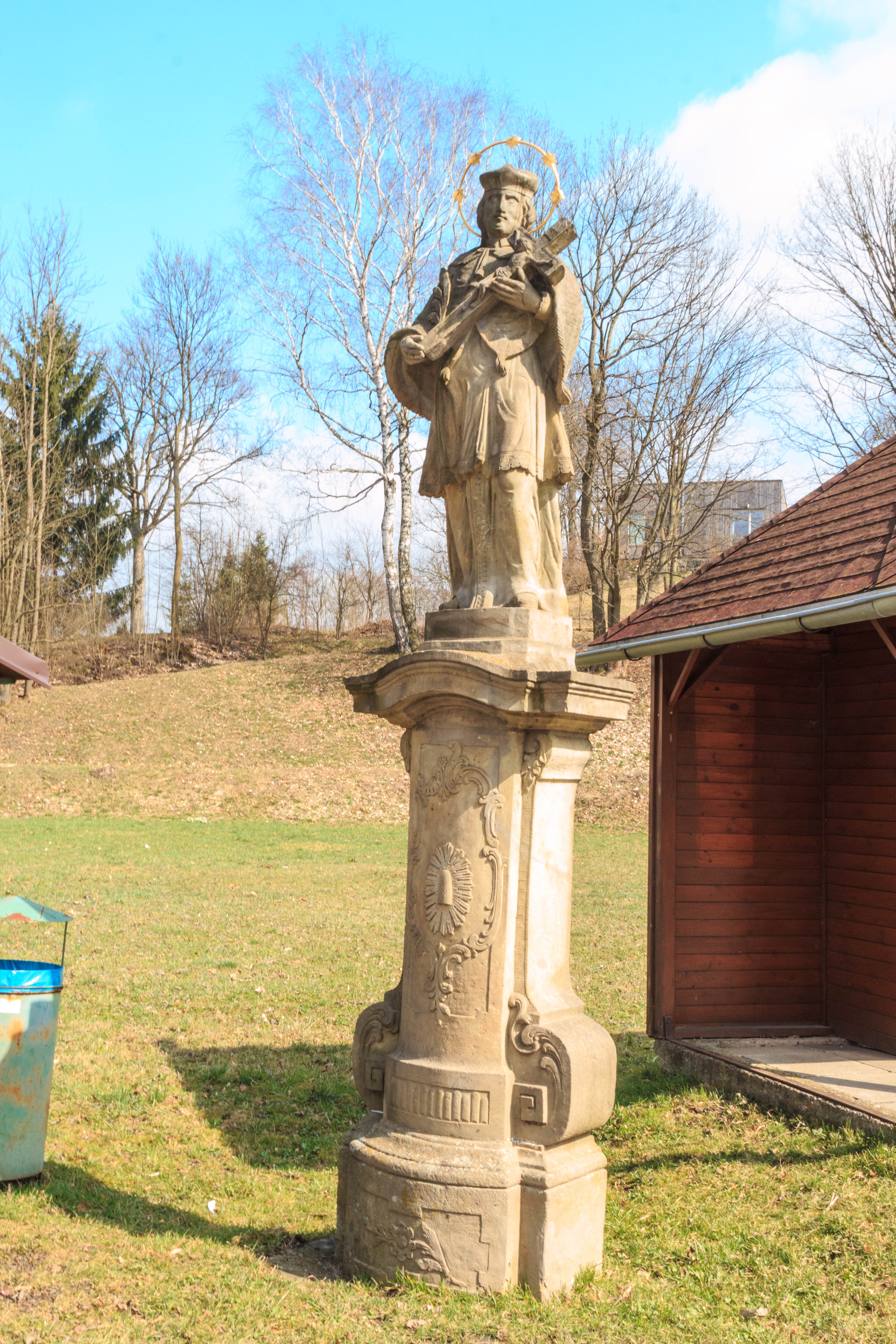
Socha svatého Jana Nepomuckého
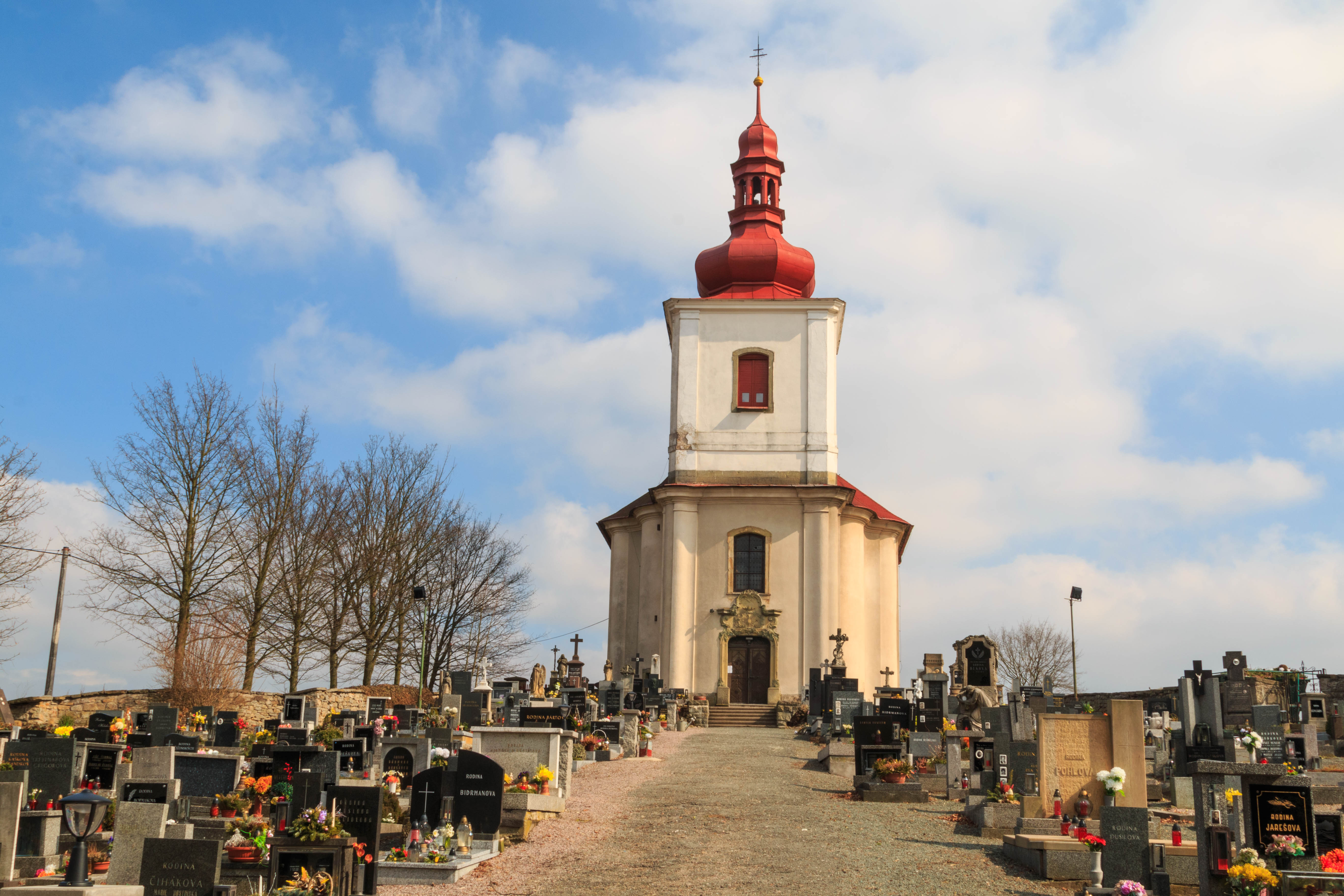
Kostel svatého Jiří (Javornice)
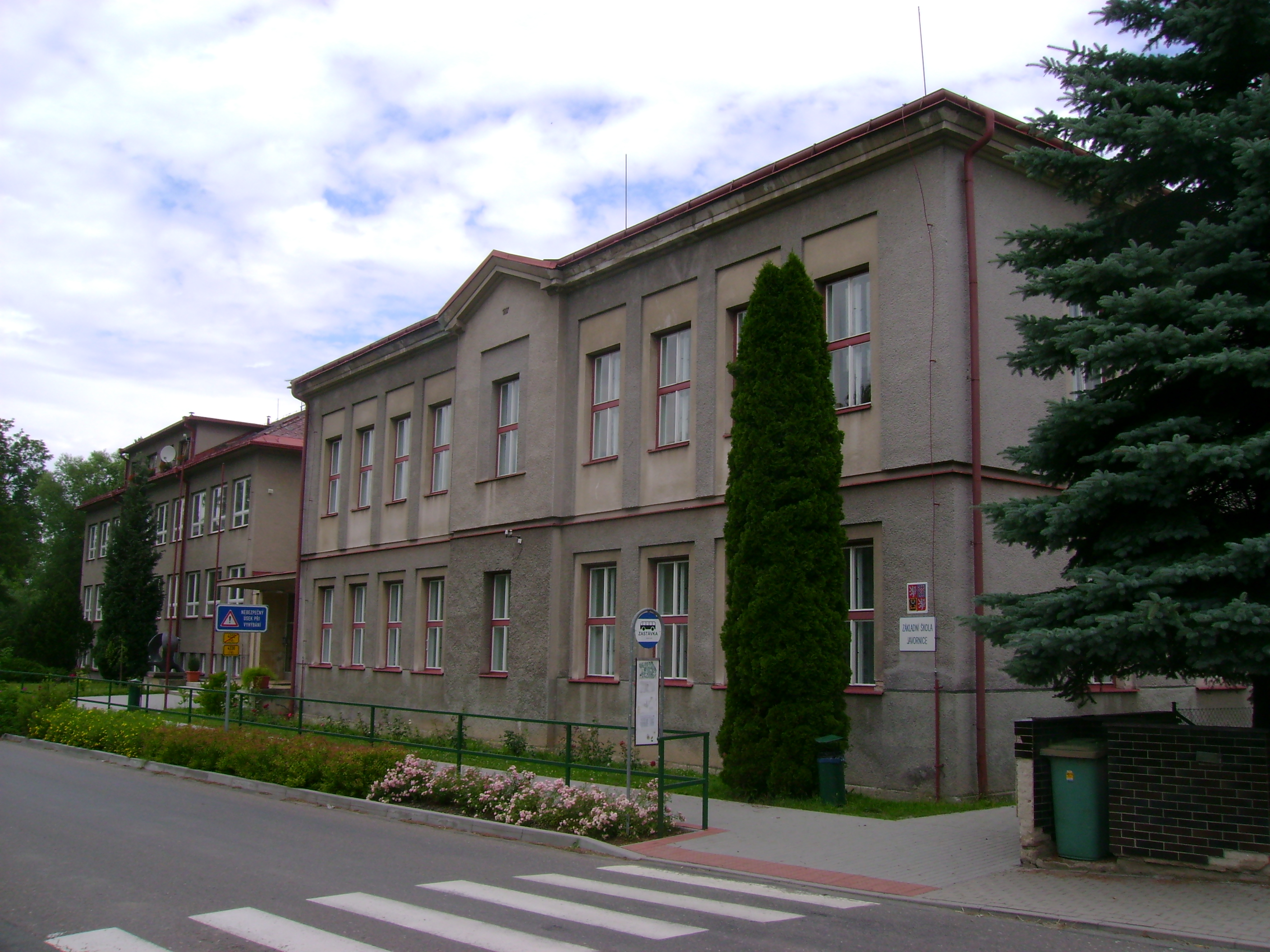
Škola
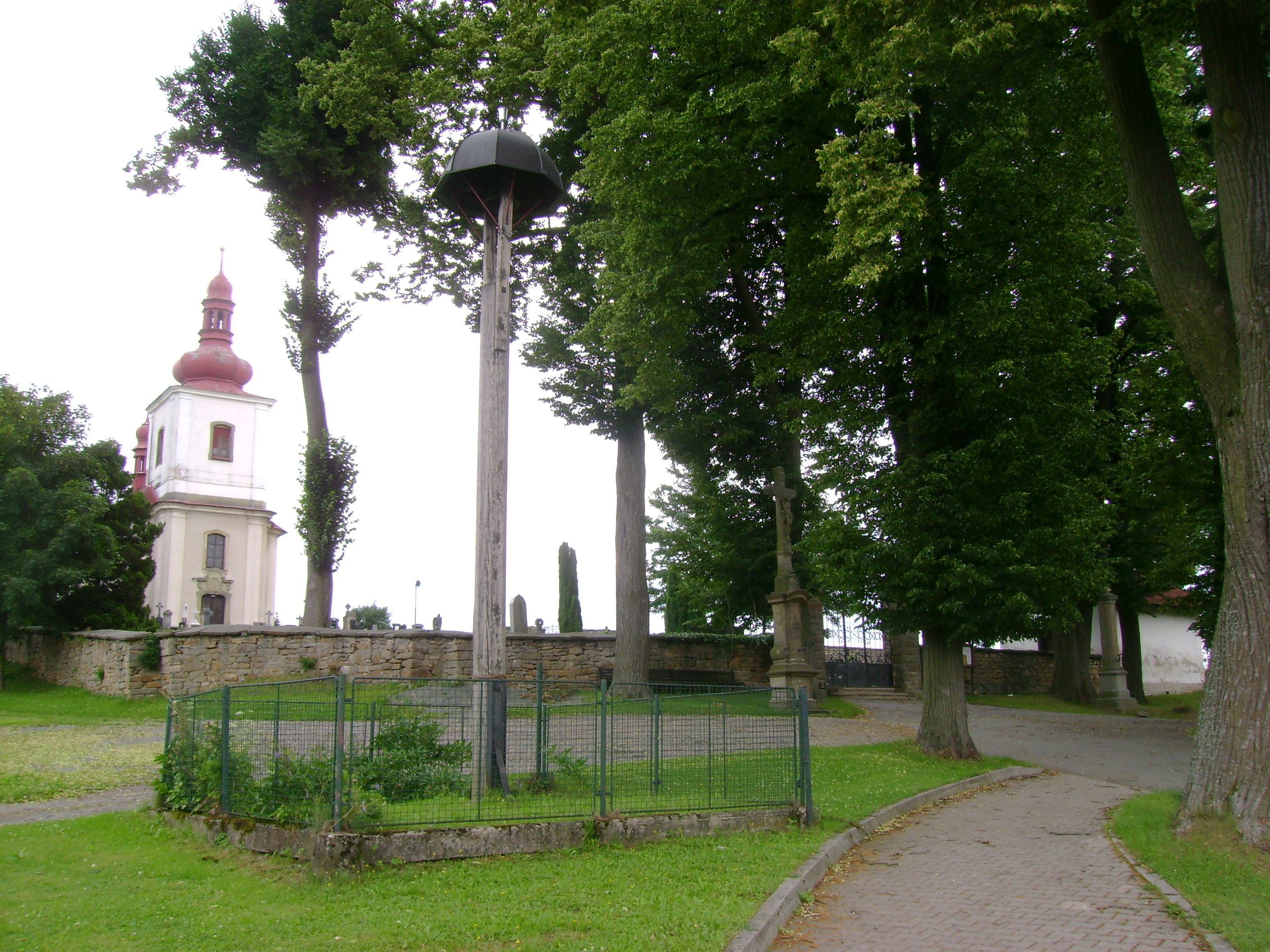
Před hřbitovem
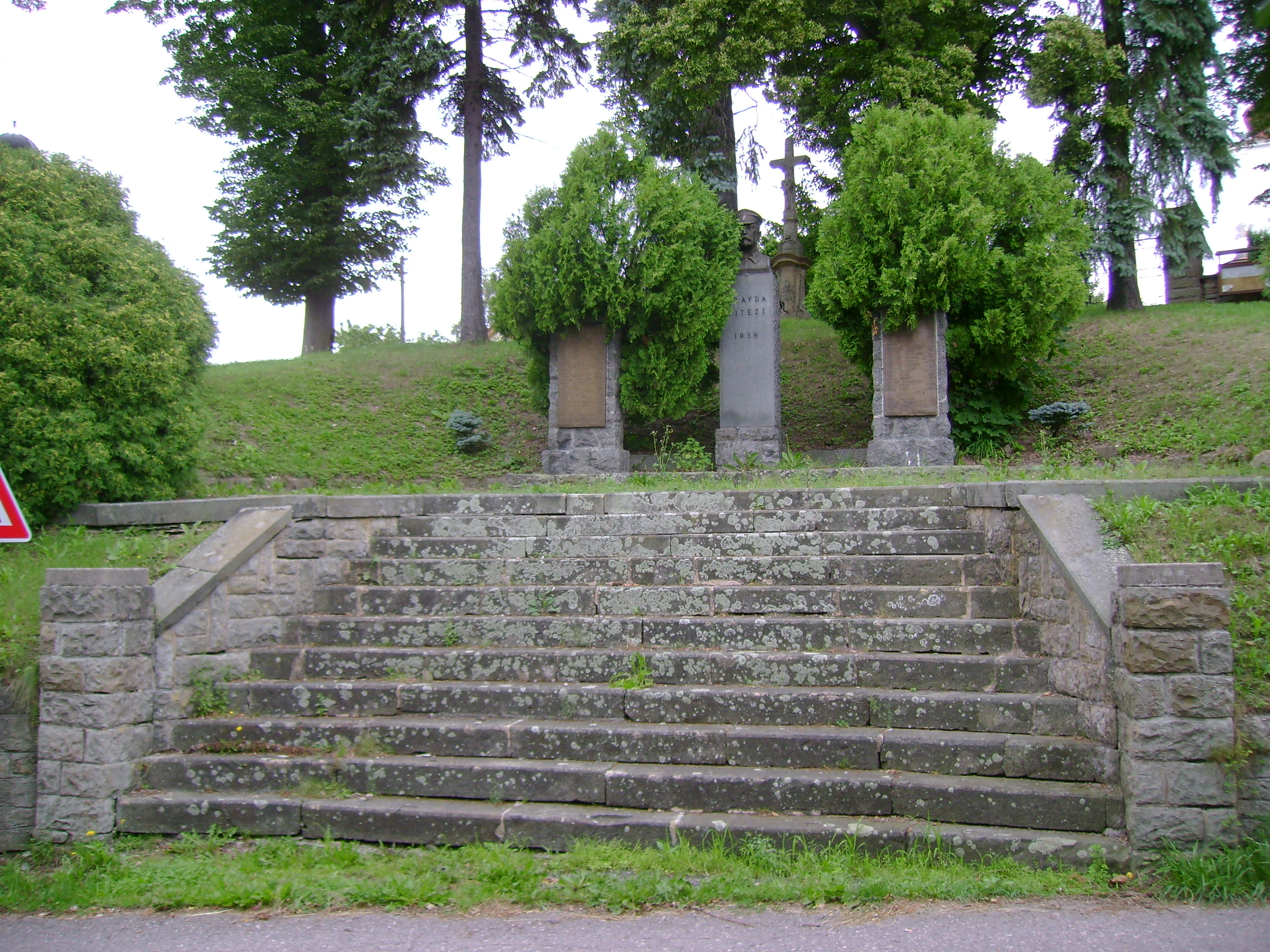
Pomník padlým v 1. světové válce
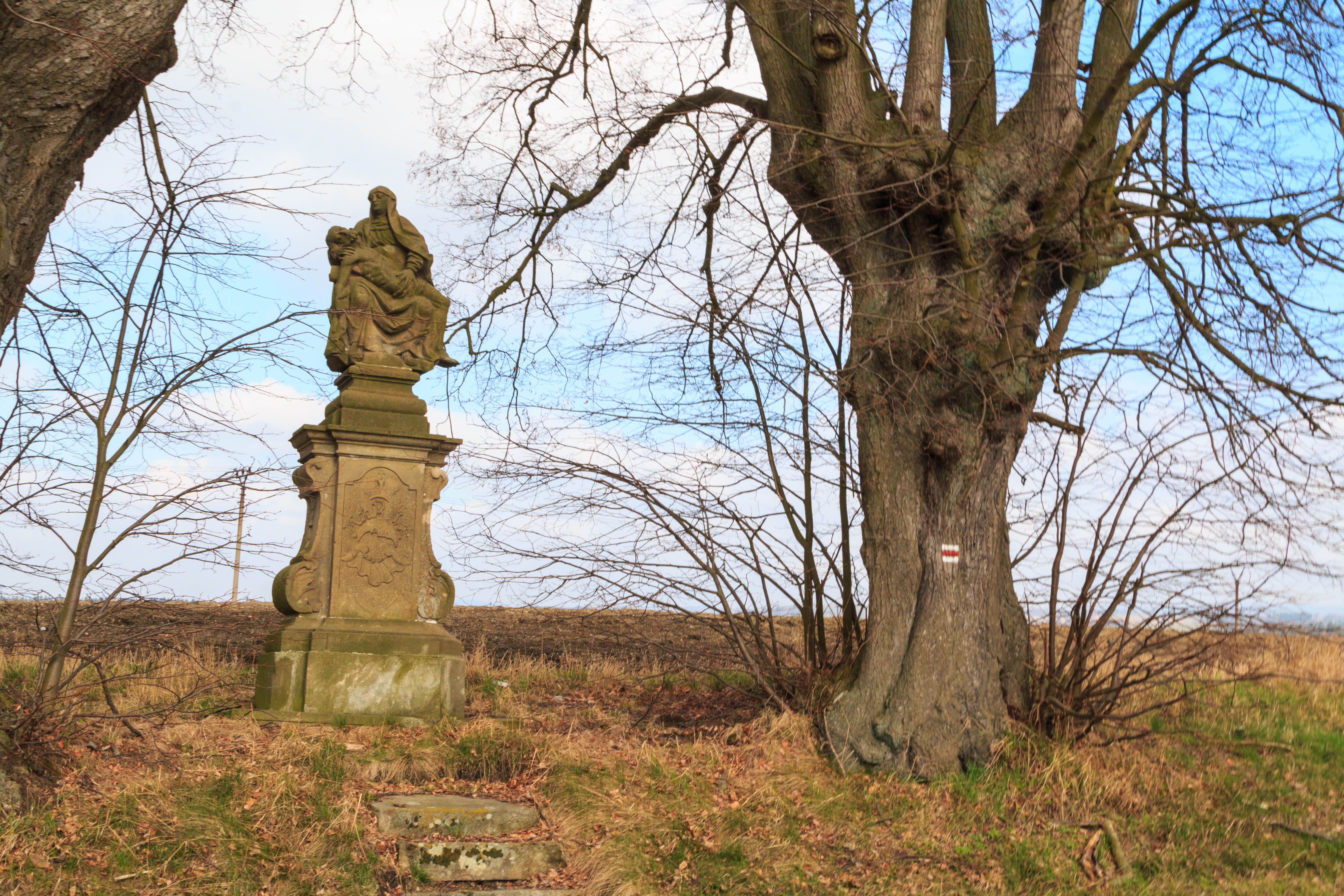
Sousoší piety